# Dragutin Zelenović
Dragutin Zelenović, cyr. Драгутин Зеленовић (ur. 19 maja 1928 w Sirigu, zm. 27 kwietnia 2020 w Nowym Sadzie) – serbski polityk, inżynier i naukowiec, profesor, w 1991 premier Serbii.

## Życiorys
Urodził się w Sirigu w pobliżu Temerina. Z wykształcenia inżynier mechanik, w 1975 uzyskał doktorat na Uniwersytecie w Nowym Sadzie. Zawodowo związany z tą uczelnią, w 1976 otrzymał pełną profesurę na wydziale nauk technicznych. W latach 1987–1989 zajmował stanowisko rektora uniwersytetu. W pracy naukowej zajął się zagadnieniami z zakresu systemów produkcji. Został członkiem korespondentem Serbskiej Akademii Nauk i Sztuk.
W 1989 wszedł w skład Prezydium Jugosławii. W okresie przemian politycznych na początku lat 90. dołączył do nowo powstałej postkomunistycznej Socjalistycznej Partii Serbii. 11 lutego 1991 objął nowo utworzony urząd premiera Serbii (wchodzącej w skład Jugosławii). Ustąpił w grudniu tego samego roku w obliczu kryzysu gospodarczego i międzynarodowego na tle rozpadu Jugosławii. Zakończył pełnienie tej funkcji 23 grudnia.